# Biokovina
Biokovina är en ort i Bosnien och Hercegovina.   Den ligger i entiteten Federationen Bosnien och Hercegovina, i den centrala delen av landet, 100 kilometer nordväst om huvudstaden Sarajevo. Biokovina ligger 828 meter över havet och antalet invånare är 227.
Terrängen runt Biokovina är huvudsakligen kuperad, men åt sydväst är den bergig. Närmaste större samhälle är Šipovo, 18,6 kilometer väster om Biokovina. 
I omgivningarna runt Biokovina växer i huvudsak blandskog. Runt Biokovina är det ganska tätbefolkat, med 93 invånare per kvadratkilometer.